# Nombo-Schwert
Das Nombo-Schwert ist ein afrikanisches Schwert. Afrikanische Schwerter wurden in verschiedenen Ländern und von verschiedenen Ethnien Afrikas als Kriegs-, Jagd-, Kultur- und Standeswaffe entwickelt und genutzt. Die jeweilige Bezeichnung der Waffe bezieht sich auf eine Ausprägung dieses Waffentyps, die einer bestimmten Ethnie zugeordnet wird.

## Beschreibung
Das Nombo-Schwert hat eine gebogene, zweischneidige, säbelähnliche Klinge. Die Klinge hat einen Mittelgrat, der vom Heft aus etwa über ein Drittel der Klinge verläuft. Vom Heft an verläuft die Klinge schmaler bis zum Ort. Der Ort ist leicht abgerundet. Das Heft hat kein Parier, ist aus Holz und mit Metalldraht umwickelt. Der Knauf ist kegelförmig und auf der Oberseite mit Kupferblech beschlagen. Das Nombo-Schwert wird von den Ethnien der Ngombe, Doko, Ngbandi und Nombo benutzt.